# سيليانيتيكا
سيليانيتيكا (Σελιανίτικα) هي مدينة في أهيا في مقاطعة كينتريكي إلادا في اليونان.